# Brachyolene picta
Brachyolene picta är en skalbaggsart som först beskrevs av Stefan von Breuning 1938.  Brachyolene picta ingår i släktet Brachyolene och familjen långhorningar. Inga underarter finns listade.